# Artimet
Artimet är en ort i Armenien.   Den ligger i provinsen Armavir, i den västra delen av landet, 21 kilometer väster om huvudstaden Jerevan. Artimet ligger 861 meter över havet och antalet invånare är 1 501.
Terrängen runt Artimet är platt, och sluttar söderut. Runt Artimet är det ganska tätbefolkat, med 230 invånare per kvadratkilometer.. Närmaste större samhälle är Etjmiadzin, 3,0 kilometer nordost om Artimet. 
Trakten runt Artimet består i huvudsak av gräsmarker.